# 森川彩香
森川 彩香（もりかわ あやか、1996年〈平成8年〉3月24日 - ）は、日本のグラビアアイドル。女性アイドルグループ・AKB48の元メンバーであり、Queen Godの元メンバー。埼玉県出身。バリーHeaRTSエンターテイメント所属。

## 来歴
- 2010年7月24日、AKB48 11期研究生オーディションに合格。同年10月10日、東京・葛西臨海公園で行われた『AKB48 東京秋祭り supprted by NTTぷらら』で11期生10名の中の1人としてお披露目され[2]、1か月後の11月10日に劇場デビューする。
- 2012年6月24日、正規メンバーに昇格したことが発表され[3]。同年11月よりチームAでの活動を開始[4]。
- 2015年2月3日にグループ卒業を発表し[5]、同年4月14日にAKB48劇場で卒業公演を行なった[6]。同年5月30日、AKB48の4thアルバム『ここがロドスだ、ここで跳べ!』発売記念の大写真会をもってAKB48を卒業する[7]。
- スターレイプロダクションに移籍し、以後、グラビアアイドルとして活動する[8]ほか、舞台や映画で女優としても活動。
- 2018年4月10日付でスターレイプロダクションを退社。以後はフリーランスで活動していたが[9]、同年8月20日、アイドルグループ「Queen God」のメンバーになったことを発表し、同時に同グループの所属事務所であるバリーHeaRTSエンターテイメントの所属になった[10]（グループは2019年7月解散[11]）。
- 2019年10月15日、自身のSNSのアカウントを通じて、一般男性との結婚と妊娠を報告するとともにしばらく芸能活動を休止することを発表した[12][11]。
- 2020年2月27日、第1子女児の出産を報告[13][14]。
- 2024年11月29日、第2子男児の出産を報告[15]。

## 人物
姉2人、弟1人がいる4人姉弟の3番目。2番目の姉・森崎恵は『だって世界がハチャメチャなんだもん。』というグループのメンバーである。
ニックネームはAKB48時代から「あーやロイド」。
趣味:料理と絵を描くこと。ガンダム遊び。
特技:マンガキャラクターを描くこと。ダンス。
中学時代からジャズ、ヒップホップダンスを習っていたためダンスは得意だが、運動全般を苦手とする。2019年6月11日放送の『ロンドンハーツ』（テレビ朝日）で行われた「〜もう一度花咲かせたい!〜元AKB48だらけの非公認運動会」に出場した際はやる気のなさから走って帰ることを指南され、50メートル走でレーンを外れ逃走し、以降の競技には出なかった。

## 作品

### DVD
- ピュア・スマイル（2015年8月21日、竹書房）[22][23]
- あやカノ（2015年12月15日、エアーコントロール）
- 彩物語（2016年3月20日、ラインコミュニケーションズ）
- 彩Cute！（2016年3月20日、ラインコミュニケーションズ）
- AYAKA（2016年9月23日、スパイスビジュアル）

## 出演

### テレビ
- 真夜中のおバカ騒ぎ!（千葉テレビ・TOKYO MX）
- 一夜漬け（テレビ東京） - 第4期生徒 レギュラー
- 配信番組WALLOP放送局

### 映画
- 教科書にないッ！ シリーズ（2016年 - 2019年、日本出版販売）監督:佐々木詳太 - 白樺綾 役
  - 教科書にないッ！（2016年6月18日公開）[24][25][26]
  - 教科書にないッ！2（2016年6月21日公開）[27][28]
  - 教科書にないッ！3（2017年6月10日公開）[29][30]
  - 教科書にないッ！4（2017年6月17日公開）[31][32]
  - 教科書にないッ！5（2019年7月27日公開）[33][34]
  - 教科書にないッ！6（2019年7月28日公開）[35][36]

### オリジナルビデオ
- 怖い 夢占いの館（2017年3月30日、オルスタックピクチャーズ）監督:夏目大一朗[37]

### 舞台
- いなくなれ、群青（2016年6月22日 - 26日、LIVESTAGE hodgepodge） - 堀 役
- 咲くは江戸にもその素質（2017年5月3日 - 7日、渋谷区文化総合センター大和田／10日 - 12日、ABCホール） - ユキエ 役[38]
- 劇団ドリームプリンセス「スリーアウト〜プレイボール編〜」（2018年8月22日 - 26日、新宿村LIVE） - 主演・野村亜希 役[39]
- アリスインプロジェクト「ともだちインプット」（2018年11月7日 - 18日、池袋・シアターKASSAI） - 主演・敷島アキ 役（新谷姫加とのW主演）[40]

### CM
- イオンの水着（2016年、イオングループ）[23]

## 書籍

### 雑誌
- ヤングガンガン No.21（2015年10月16日、スクウェア・エニックス） - 付録DVD YG AUTUMN COLLECTION 2015
- NEXTグラビアクイーンバトル フォースシーズン vol.2（2015年11月27日、白泉社） - 美少女グラドル8人 グラビアバトル
- キスカ 2016年5月号（2016年4月8日、竹書房） - 付録DVD グラビアアイドル34人70分
- キスカ 2016年11月号（2016年10月8日、竹書房） - 付録DVD グラビアアイドル34人70分
- ヤングチャンピオン（2016年10月11日21号、秋田書店） - 付録DVD Vol.5 ヒット・アイドル・ムービーズ
- ヤングチャンピオン（2016年11月22日24号、秋田書店） - 付録DVD Vol.6 ヒット・アイドル・ムービーズ
- 週刊大衆ヴィーナス 2016年12月号（双葉社） - 表紙:森川彩香

## AKB48での参加曲

### シングルCD選抜曲
- 「桜の木になろう」に収録
  - 黄金センター - 「チーム研究生」名義
- 「Everyday、カチューシャ」に収録
  - アンチ - 「チーム研究生」名義
- 「風は吹いている」に収録
  - 蕾たち - 「チーム4+研究生」名義
- 「GIVE ME FIVE!」に収録
  - ユングやフロイトの場合 - 「スペシャルガールズC」名義
- 「真夏のSounds good !」に収録
  - 3つの涙 - 「スペシャルガールズ」名義
- 「ギンガムチェック」に収録
  - あの日の風鈴 - 「ウェイティングガールズ」名義
- 「UZA」に収録
  - 孤独な星空 - 「Team A」名義
- 「永遠プレッシャー」に収録
  - 私たちのReason
- 「So long !」に収録
  - Ruby - 「Team A」名義
- 「さよならクロール」に収録
  - イキルコト - 「Team A」名義
- 「ハート・エレキ」に収録
  - キスまでカウントダウン - 「Team A」名義
- 「前しか向かねえ」に収録
  - 恋とか…
- 「ラブラドール・レトリバー_」に収録
  - 君は気まぐれ - 「Team A」名義
- 「希望的リフレイン」に収録
  - 従順なSlave - 「Team A」名義
  - Reborn - 「チームサプライズ」名義

### アルバムCD選抜曲
- 「ここにいたこと」に収録
  - High school days - 「チーム研究生」名義
  - ここにいたこと - 「AKB48+SKE48+SDN48+NMB48」名義
- 「1830m」に収録
  - さくらんぼと孤独 - 「研究生」名義
  - 青空よ 寂しくないか? - 「AKB48+SKE48+NMB48+HKT48」名義
- 「次の足跡」に収録
  - 確信がもてるもの - 「Team A」名義
- 「ここがロドスだ、ここで跳べ!」に収録
  - Oh! Baby! - 「Team A」名義